# Robert Virves
Robert Virves (Saaremaa, 8 luglio 2000) è un pilota di rally estone, vincitore del Junior WRC 2022.

## Carriera
Comincia a correre nei rally nel 2018 a livello nazionale, per poi spostarsi a livello europeo vincendo anche il Campionato rally lettone Junior. Nel 2020 vince, invece, quello estone junior ed esordisce nel mondiale proprio nella categoria Junior, concludendo a podio. L'anno successivo partecipa a tutto il campionato e continua la sua campagna di esperienza in Europa. Nel 2022 il programma si ampia anche all'ERC, e si conclude con la vittoria del mondiale junior. Dall'anno successivo sale di categoria e comincia a correre nel WRC-2, senza rinuciare a sporadici appuntamenti fuori programma. Nel 2024 conquista i suoi primi punti nel mondiale e nel 2025 decide di conscentrarsi esclusivamente al WRC-2 riuscendo a vincere l'evento di casa, il Rally d'Estonia, prima vittoria di categoria.

## Palmarès
- Junior WRC: 2022
- Campionato lettone junior: 2019
- Campionato estone junior: 2020

### Vittorie nel WRC2
| Nº | Anno | Rally                   | Copilota    | Vettura               | Squadra      |
| -- | ---- | ----------------------- | ----------- | --------------------- | ------------ |
| 1  | 2025 | 15° Delfi Rally Estonia | Jakko Viilo | Škoda Fabia RS Rally2 | Toksport WRT |

### Vittorie nel WRC2 Challenger
| Nº | Anno | Rally                   | Copilota    | Vettura               | Squadra      |
| -- | ---- | ----------------------- | ----------- | --------------------- | ------------ |
| 1  | 2025 | 15° Delfi Rally Estonia | Jakko Viilo | Škoda Fabia RS Rally2 | Toksport WRT |

### Vittorie nel WRC3 Junior
| Nº | Anno | Rally                          | Copilota     | Vettura            | Squadra               |
| -- | ---- | ------------------------------ | ------------ | ------------------ | --------------------- |
| 1  | 2022 | 66° EKO Acropolis Rally Greece | Julia Thulin | Ford Fiesta Rally3 | Starter Energy Racing |

## Risultati nel mondiale rally

### WRC
| 2020 | Scuderia                       | Vettura            |  |  |  |    |  |  |  |  |  |  |  |  |  |  |  |  | Punti | Pos. |
| ---- | ------------------------------ | ------------------ |  |  |  | -- |  |  |  |  |  |  |  |  |  |  |  |  | ----- | ---- |
| 2020 | Estonian Autosport Junior Team | Ford Fiesta Rally4 |  |  |  | 30 |  |  |  |  |  |  |  |  |  |  |  |  | 0     |      |

| 2021 | Scuderia               | Vettura            |  |  |    |    |  |  |    |    |  |  |    |  |  |  |  |  | Punti | Pos. |
| ---- | ---------------------- | ------------------ |  |  | -- | -- |  |  | -- | -- |  |  | -- |  |  |  |  |  | ----- | ---- |
| 2021 | Autosport Team Estonia | Ford Fiesta Rally4 |  |  | 51 | 33 |  |  | 34 | 22 |  |  | 30 |  |  |  |  |  | 0     |      |

| 2022 | Scuderia              | Vettura            |  |    |    |    |  |  |    |  |  |    |  |  |  |  |  |  | Punti | Pos. |
| ---- | --------------------- | ------------------ |  | -- | -- | -- |  |  | -- |  |  | -- |  |  |  |  |  |  | ----- | ---- |
| 2022 | Starter Energy Racing | Ford Fiesta Rally3 |  | 34 | 21 | 27 |  |  | 17 |  |  | 19 |  |  |  |  |  |  | 0     |      |

| 2023 | Scuderia         | Vettura            |  |    |  |  |     |    |  |    |     |     |  |  |  |  |  |  | Punti | Pos. |
| ---- | ---------------- | ------------------ |  | -- |  |  | --- | -- |  | -- | --- | --- |  |  |  |  |  |  | ----- | ---- |
| 2023 | M-Sport Ford WRT | Ford Fiesta Rally2 |  | 18 |  |  | Rit | 17 |  | 14 | Rit | Rit |  |  |  |  |  |  | 0     |      |

| 2024 | Scuderia | Vettura               |  |  |  |  |  |    |    |  |    |   |  |  |  |  |  |  | Punti | Pos. |
| ---- | -------- | --------------------- |  |  |  |  |  | -- | -- |  | -- | - |  |  |  |  |  |  | ----- | ---- |
| 2024 |          | Škoda Fabia RS Rally2 |  |  |  |  |  | 11 | 11 |  | 14 | 5 |  |  |  |  |  |  | 7     | 19º  |

| 2025 | Scuderia     | Vettura               |  |    |  |     |     |    |    |    |    |  |  |  |  |  |  |  | Punti | Pos. |
| ---- | ------------ | --------------------- |  | -- |  | --- | --- | -- | -- | -- | -- |  |  |  |  |  |  |  | ----- | ---- |
| 2025 | Toksport WRT | Škoda Fabia RS Rally2 |  | 32 |  | Rit | Rit | 15 | 14 | 11 | 13 |  |  |  |  |  |  |  | 0     |      |

| Legenda | 1º posto | 2º posto | 3º posto | A punti | Senza punti | Ritirato | Squalificato | NP=Non partito C=Gara cancellata | Apice=Power stage |

### WRC2
| 2023 | Scuderia         | Vettura            |  |   |  |  |     |    |  |   |     |     |  |  |  |  |  |  | Punti | Pos. |
| ---- | ---------------- | ------------------ |  | - |  |  | --- | -- |  | - | --- | --- |  |  |  |  |  |  | ----- | ---- |
| 2023 | M-Sport Ford WRT | Ford Fiesta Rally2 |  | 9 |  |  | Rit | 12 |  | 6 | Rit | Rit |  |  |  |  |  |  | 10    | 27º  |

| 2024 | Scuderia | Vettura               |  |  |  |  |  |   |   |  |   |   |  |  |  |  |  |  | Punti | Pos. |
| ---- | -------- | --------------------- |  |  |  |  |  | - | - |  | - | - |  |  |  |  |  |  | ----- | ---- |
| 2024 |          | Škoda Fabia RS Rally2 |  |  |  |  |  | 6 | 3 |  | 8 | 2 |  |  |  |  |  |  | 45    | 10º  |

| 2025 | Scuderia     | Vettura               |  |  |  |  |     |   |   |   |   |  |  |  |  |  |  |  | Punti | Pos. |
| ---- | ------------ | --------------------- |  |  |  |  | --- | - | - | - | - |  |  |  |  |  |  |  | ----- | ---- |
| 2025 | Toksport WRT | Škoda Fabia RS Rally2 |  |  |  |  | Rit | 7 | 8 | 1 | 3 |  |  |  |  |  |  |  | 50    |      |

| Legenda | 1º posto | 2º posto | 3º posto | A punti | Senza punti | Ritirato | Squalificato | NP=Non partito C=Gara cancellata | Apice=Power stage |

### WRC2 Challenger
| 2023 | Scuderia         | Vettura            |  |   |  |  |     |   |  |   |     |     |  |  |  |  |  |  | Punti | Pos. |
| ---- | ---------------- | ------------------ |  | - |  |  | --- | - |  | - | --- | --- |  |  |  |  |  |  | ----- | ---- |
| 2023 | M-Sport Ford WRT | Ford Fiesta Rally2 |  | 5 |  |  | Rit | 9 |  | 4 | Rit | Rit |  |  |  |  |  |  | 24    | 15º  |

| 2024 | Scuderia | Vettura               |  |  |  |  |  |   |   |  |   |   |  |  |  |  |  |  | Punti | Pos. |
| ---- | -------- | --------------------- |  |  |  |  |  | - | - |  | - | - |  |  |  |  |  |  | ----- | ---- |
| 2024 |          | Škoda Fabia RS Rally2 |  |  |  |  |  | 5 | 2 |  | 6 | 2 |  |  |  |  |  |  | 54    | 8º   |

| 2025 | Scuderia     | Vettura               |  |  |  |  |     |   |   |   |   |  |  |  |  |  |  |  | Punti | Pos. |
| ---- | ------------ | --------------------- |  |  |  |  | --- | - | - | - | - |  |  |  |  |  |  |  | ----- | ---- |
| 2025 | Toksport WRT | Škoda Fabia RS Rally2 |  |  |  |  | Rit | 7 | 4 | 1 | 2 |  |  |  |  |  |  |  | 60    |      |

| Legenda | 1º posto | 2º posto | 3º posto | A punti | Senza punti | Ritirato | Squalificato | NP=Non partito C=Gara cancellata | Apice=Power stage |

### Junior WRC/WRC3 Junior[3]
| 2020 | Scuderia                       | Vettura            |  |  |  |    |  |  |  |  |  |  |  |  |  |  |  |  | Punti | Pos. |
| ---- | ------------------------------ | ------------------ |  |  |  | -- |  |  |  |  |  |  |  |  |  |  |  |  | ----- | ---- |
| 2020 | Estonian Autosport Junior Team | Ford Fiesta Rally4 |  |  |  | 32 |  |  |  |  |  |  |  |  |  |  |  |  | 17    | 9º   |

| 2021 | Scuderia               | Vettura            |  |  |   |   |  |  |   |   |  |  |    |  |  |  |  |  | Punti | Pos. |
| ---- | ---------------------- | ------------------ |  |  | - | - |  |  | - | - |  |  | -- |  |  |  |  |  | ----- | ---- |
| 2021 | Autosport Team Estonia | Ford Fiesta Rally4 |  |  | 7 | 3 |  |  | 7 | 3 |  |  | 35 |  |  |  |  |  | 71    | 5º   |

| 2022 | Scuderia              | Vettura            |  |   |    |    |  |  |   |  |  |    |  |  |  |  |  |  | Punti | Pos. |
| ---- | --------------------- | ------------------ |  | - | -- | -- |  |  | - |  |  | -- |  |  |  |  |  |  | ----- | ---- |
| 2022 | Starter Energy Racing | Ford Fiesta Rally3 |  | 6 | 23 | 35 |  |  | 2 |  |  | 14 |  |  |  |  |  |  | 130   | 1º   |